# Пауль-Віллі Кернер
Не плутати з обергрупенфюрером СС Паулем Кернером!
Пауль-Віллі Кернер (нім. Paul-Willi Körner; 11 листопада 1899, Штессен — 16 листопада 1952, Дрезден) — німецький воєначальник, генерал-лейтенант вермахту.

## Біографія
9 жовтня 1896 року вступив в Саксонську армію. Учасник Першої світової війни. Після демобілізації армії залишений в рейхсвері. 31 січня 1928 року звільнений у відставку. 11 лютого 1928 року повернувся в армію як цивільний службовець командування 4-го військового округу. 1 жовтня 1933 року вступив в ландвер і був призначений в штаб інспекції поповнення в Дрездені. З 5 березня 1935 року — офіцер служби комплектування. З 1 березня 1937 року — командир ландверу Дрездена. 1 жовтня 1937 року зарахований на дійсну службу. З 26 серпня 1939 року — командир 223-ї піхотної дивізії. З 6 травня 1941 року — інспектор поповнення в Мангаймі. 30 квітня 1943 року звільнений у відставку. В 1945 році заарештований радянськими військами. В 1950 році звільнений.

## Звання
- Фанен-юнкер (9 жовтня 1896)
- Фенріх (27 травня 1897)
- Лейтенант (29 січня 1898)
- Оберлейтенант (27 січня 1906)
- Гауптман (22 травня 1912)
- Майор (11 серпня 1915)
- Оберстлейтенант (1 серпня 1921)
- Оберст (1 листопада 1926)
- Генерал-майор запасу (1 лютого 1928)
- Генерал-майор (1 жовтня 1937)
- Генерал-лейтенант (1 листопада 1939)

## Нагороди
Отримав численні нагороди, серед яких:
- Залізний хрест 2-го і 1-го класу
- Почесний хрест ветерана війни з мечами
- Медаль «За вислугу років у Вермахті» 4-го, 3-го, 2-го і 1-го класу (25 років)